# Muhafazat ad-Dachilijja
Muhafazat ad-Dachilijja (arab. المحافظة الداخلية, trb. al-Muḥāfaẓa ad-Dāḫilīya) – gubernatorstwo (muhafaza), a do 2011 roku region (mintakat) Omanu, położone w północnej części kraju. Ośrodkiem administracyjnym jest miasto Nizwa. Jego powierzchnia wynosi ok. 31 900 km². Na zachodzie graniczy z muhafazami az-Zahira, na północy z Dżanub al-Batina (przed 2011 – Mintakat al-Batina) i z Maskat, od wschodu z Prowincją Północno-Wschodnią, a od południa z Prowincją Centralną.
Według spisu powszechnego z 2010 roku liczba mieszkańców wynosiła 326 651 osób, a wedle informacji centrum statystyk Omanu, w 2016 roku gubernatorstwo zamieszkiwało 438 460 osób. 
W jego skład wchodzi 8 wilajetów:
- Nizwa
- Samail
- Bahla
- Adam
- Al Hamra
- Manah
- Izki
- Bidbid